# NGC 341A
NGC 341A is een balkspiraalstelsel in het sterrenbeeld Walvis. Het hemelobject ligt ongeveer 186 miljoen lichtjaar van de Aarde verwijderd en werd op 21 oktober 1881 ontdekt door de Franse astronoom Édouard Jean-Marie Stephan. In de nabijheid bevindt zich een verderweg gelegen sterrenstelsel dat het nummer NGC 341B draagt.

## Synoniemen
- PGC 3620
- VV 361
- MCG -2-3-63
- Arp 59
- MK 968
- IRAS00582-0927